# Turid Sannes
Turid Sannes est une ancienne handballeuse internationale norvégienne. 
Avec l'équipe de Norvège, elle participe notamment au Championnat du monde 1975 en Union soviétique.